# Піттсбург Пайретс (НХЛ)
Піттсбург Пайретс (англ. Pittsburgh Pirates, укр. Пірати Піттсбургу) — колишній професіональний чоловічий хокейний клуб, який виступав у Національній хокейній лізі протягом 5 сезонів з 1925 — 1930 роки. Назва походить від бейсбольного клубу міста. У 1930 році команда переїхала до Філадельфії, штат Пенсильванія, де проіснувала ще рік під назвою Філадельфія Квакерс.

## Відомі гравці
- Марті Бурк
- Рой Вотерс
- Герольд Дарраг
- Бад Джарвіс
- Герольд Коттон
- Джеррі Лоурі
- Міккі Маккей
- Гіб Мілкс